# Địa chất môi trường
Địa chất môi trường là một chuyên ngành của kỹ thuật địa chất dựa trên nền tảng kiến thức của địa chất học để giải quyết các vấn đề về môi trường địa chất như sinh quyển, thạch quyển, thủy quyển, và một phần thuộc khí quyển.

## Lịch sử phát triển
Địa chất môi trường không phải là một chủ đề mới mà thực chất đó là sự kết hợp của 3 nhóm chính gồm địa mạo ứng dụng, địa chất kinh tế và địa chất công trình-các nhóm này đã hình hành vào khoảng thập niên 1950. Nhóm địa mạo ứng dụng quan tâm đến việc giảm thiểu các tai biến; địa chất công trình quan tâm đến xây dựng công trình; và địa chất kinh tế quan tâm đến khai thác tài nguyên. Khi đó nảy sinh ra các vấn đề về tác động của con người đến môi trường địa chất vào khoảng thập niên 1980.

## Đối tượng nghiên cứu
Địa chất môi trường chỉ đơn giản nghiên cứu về những ảnh hưởng của con người đối với môi trường. Trong ngữ cảnh này, vai trò chính của địa chất môi trường là giảm thiểu những tác động đến môi trường của các hoạt động tìm kiếm-thăm dò và khai thác khoáng sản, giảm thiểu chất thải từ các hoạt động trên. Một nhánh khác liên quan đến các tai biến tự nhiên là tập trung vào những ảnh hưởng của các tai biến này đối với con người. Bên cạnh đó, địa chất môi trường còn nghiên cứu về quản lý các hệ tự nhiên liên quan đến phát triển bền vững, ví dụ như quản lý các nguồn tài nguyên thiên nhiên hỗ trợ cho sự phát triển kinh tế và xã hội của con người. tuy nhiên, khái niệm trên lại rất rộng.
Nhiều tác giả đề nghị rằng địa chất môi trường cần tập trung vào quản lý môi trường hiệu quả trong bối cảnh phát triển bền vững gồm 4 thành phần:
1. Quản lý các nguồn tài nguyên địa chất như: nhiên liệu hóa thạch, khoáng sản và nước. Đối tượng này còn bao gồm việc giảm thiểu tổn hại đến môi trường trong việc sử dụng các nguồn tài nguyên trên.
2. Hiểu và giải quyết được những khó khăn kỹ thuật và xây dựng áp dụng lên môi trường địa chất.
3. Sử dụng hợp lý môi trường địa chất trong việc đổ chất thải nhằm giảm thiểu ô nhiễm.
4. Nhận thức được các tai biến tự nhiên và giảm thiểu tác hại của chúng đối với cơ sở hạ tầng của con người